# 争取革命左翼
争取革命左翼（義大利語：Per una Sinistra Rivoluzionaria，缩写为PuSR）是意大利的一个已不存在的极左翼政党联盟。2017年12月，为应对2018年意大利大选，工人共产党和革命阶级左翼成立了该联盟。该联盟的意识形态是共产主义、托洛茨基主义、反斯大林主义。该联盟的领袖是马尔科·费尔南多。2022年，该联盟解散。